# 馬利伊夫
馬利伊夫（烏克蘭語：Маліїв）是烏克蘭東北部的舊村，曾經由蘇梅州的布倫區負責管轄，距離胡斯強卡0.5公里，蘇聯政府在1932至1933年間屠殺該鎮的烏克蘭居民，1982年人口10。